# Stauroderus hyalinus
Stauroderus hyalinus är en insektsart som först beskrevs av Yersin 1863.  Stauroderus hyalinus ingår i släktet Stauroderus och familjen gräshoppor. Inga underarter finns listade i Catalogue of Life.